# Łojki (województwo śląskie)
Łojki – wieś w Polsce położona w województwie śląskim, w powiecie częstochowskim, w gminie Blachownia, nad Stradomką.

## Historia
Miejscowość leży na terenie Częstochowskiego Obszaru Rudonośnego. Nazwa wsi pochodzi od rodu Łojków, poczynając od kuźnika Błażeja Łojka, który w 1531 roku otrzymał od króla Zygmunta Starego przywilej prowadzenia kuźnicy. Drugi dekret otrzymał w 1553 roku Tomasz Łojek. W 1607 roku kuźnicę wykupił Marszałek wielki koronny, starosta olsztyński i krzepicki Mikołaj Wolski. Założył tu druciarnię i blacharnię. W 1633 r. kuźnicę w Łojkach i Blachowni odwiedził król Władysław IV będąc w gościnie u Paulinów na Jasnej Górze i był tu "wystawnie podejmowany przez mistrza Zachariasza". Od 1642 roku kuźnica była nieczynna.
Na przełomie XIX i XX wieku w okolicy wsi znajdowała się kopalnia rud żelaza "Łojki" zatrudniająca 300 ludzi. Na północ od drogi Łojki-Konradów znajdowała się kopalnia rud żelaza "Stanisław", a na Południe od tej drogi kopalnia "Anna". W latach 1934–1944 działała kopalnia "Jerzy" (Jerzy Stary lub św. Jerzy) należąca do kopalni podziemnych firmy "Modrzejów-Hantke" Zakłady Górniczo- Hutnicze S.A. w Konopiskach. We wsi Golążnica znajdowały się "Jerzy II", "Jerzy III", "Jerzy IIIa".
W latach 1954–1957 wieś należała i była siedzibą władz gromady Łojki, po jej zniesieniu w gromadzie Gnaszyn Dolny. W latach 1975–1998 miejscowość administracyjnie należała do województwa częstochowskiego.

## Obecnie
W miejscowości znajduje się przychodnia lekarska, przedszkole i szkoła podstawowa.